# L.J. Smith
Lisa Jane Smith bedre kendt som L.J. Smith (født 4. september 1958, død 8. marts 2025) var en amerikansk fantasy-forfatter,
Hendes bøger kombinerer elementer af genrer som overnaturligt, horror, science fiction/fantasy og romantik. Bøgerne er befolket med tilsyneladende unge menneskelige og overnaturlige personer, der kastes ud i kampen: mørke kontra lys og det god kontra det onde. En mørk antagonist der typisk forsøger at forføre en heltinde ind i mørket, og i nogle tilfælde er det i stedet en genfødt ind i lyset.
Hendes bøger, især The Vampire Diaries og Night World-serierene, har været på New York Times Bestsellerliste (en) og er blevet nomineret til Favorite Book awards. The Vampire Diaries og The Secret Circle er begge blevet forvandlet til tv-serier.

### Night World Serie
1. Secret Vampire (1996) dansk: Den skjulte vampyr
2. Daughters of Darkness (1996) dansk: Mørkets døtre
3. Spellbinder (1996) (også kaldt Enchantress) dansk: Heksesøstre
4. Dark Angel (1996) dansk: Skytsenglen
5. The Chosen (1997) dansk: Den udvalgte
6. Soulmate (1997)
7. Huntress (1997)
8. Black Dawn (1997)
9. Witchlight (1998)
10. Strange Fate (TBA)

#### Omnibuses
- Night World: Secret Vampire, Daughters of Darkness, Spellbinder (Enchantress)" (2008)
- Night World: Dark Angel, The Chosen, Soulmate (2008)
- Night World: Huntress, Black Dawn, Witchlight (2009)

#### Short Stories
Udgivet på Lisa Jane Smith officielle hjemmeside.
- Thicker Than Water - Featuring Keller, Rashel, Galen and Quinn
- Ash and Mary-Lynnette: Those Who Favor Fire
- Jez and Morgead's Night Out

### The Vampire Diaries Universet

#### The Vampire Diaries Series
1. The Awakening: Volume I (1991) dansk: Mørkets brødre
2. The Struggle: Volume II (1991) dansk: Kampen
3. The Fury: Volume III (1991) dansk: Raseriet
4. Dark Reunion: Volume IV (1992) (også kaldt The Reunion) dansk: Genforening

#### The Vampire Diaries: The Return Trilogy
1. The Return: Nightfall (2009) dansk: Mørkets frembrud
2. The Return: Shadow Souls (2010) dansk: Skyggesjæle
3. The Return: Midnight (2011) dansk: Midnat

#### The Vampire Diaries: The Hunters Trilogy
1. The Hunters: Phantom (2011) (Skrevet af en ghostwriter) dansk: Fantomet
2. The Hunters: Moonsong (2012) (Skrevet af en ghostwriter) dansk: Månesangen
3. The Hunters: Destiny Rising (2012) (Skrevet af en ghostwriter) dansk: Skæbnetimen

#### The Vampire Diaries: The Salvation Trilogy
1. The Salvation: Unseen (2013) (Skrevet af Aubrey Clark)
2. The Salvation: Unspoken (2013) (Skrevet af Aubrey Clark)
3. The Salvation: Unmasked (2014) (Skrevet af Aubrey Clark)

#### Omnibuses
- The Awakening and The Struggle (2007)
- The Fury and Dark Reunion (2007)

#### Short Stories
Udgivet på Lisa Jane Smith officielle hjemmeside.
- Matt and Elena - First Date
- Matt and Elena - Tenth Date: On Wickery Pond
- An Untold Tale: Elena's Christmas
- Bonnie and Damon: After Hours

### The Secret Circle Serie
1. The Initiation (1992)
2. The Captive (1992)
3. The Power (1992)
4. The Divide (2012) (Skrevet af Aubrey Clark)
5. The Hunt (2012) (Skrevet af Aubrey Clark)
6. The Temptation (2013) (Skrevet af Aubrey Clark)

#### Omnibuses
- The Initiation and The Captive Part I (2008)
- The Captive Part II and The Power (2008)

### The Forbidden Game Serie
1. The Hunter (1994)
2. The Chase (1994)
3. The Kill (1994)
4. Rematch (TBA)

#### Omnibus
- The Forbidden Game: The Hunter, The Chase, The Kill (2010)

### Dark Visions Serie
1. The Strange Power (1994)
2. The Possessed (1995)
3. The Passion (1995)
4. Blindsight (TBA)

#### Omnibus
- Dark Visions: The Strange Power, The Possessed, The Passion (2009)

### Wildworld Serie
1. The Night of the Solstice (1987)
2. Heart of Valor (1990)
3. Mirrors of Heaven (TBA)

### Romaner
- Eternity: A Vampire Love Story (TBA)
- The Last Lullaby (TBA)